# Birkfelder Gschaid
Das Birkfelder Gschaid ist ein 807 m ü. A. hoher Pass in der Steiermark (Österreich) und führt vom Feistritztal in das Tal der Pöllauer Safen. Das Gschaid liegt zwischen dem Rabenwaldkogel (1280 m) im Süden und dem Zeiseleck (1078 m) im Nordosten.
Über den Pass führt die Landesstraße L448 von Gschaid bei Birkfeld nach Obersaifen und weiter nach Pöllau. Die Passstraße ist 13,7 Kilometer lang. Der höchste Punkt mit 807 Metern befindet sich von Birkfeld kommend bei Kilometer 5,0. Die Straße mündet bei Pöllau in die L406.
Auf der Passhöhe stehen ein Bauernhof, ein Bildstock und eine Sommerlinde (Tilia platyphyllos), die als Naturdenkmal geschützt ist. Eine zweite Linde, die ebenfalls als Naturdenkmal geschützt war, wurde 2010 gefällt, nachdem der Bauernhof daneben niedergebrannt war.

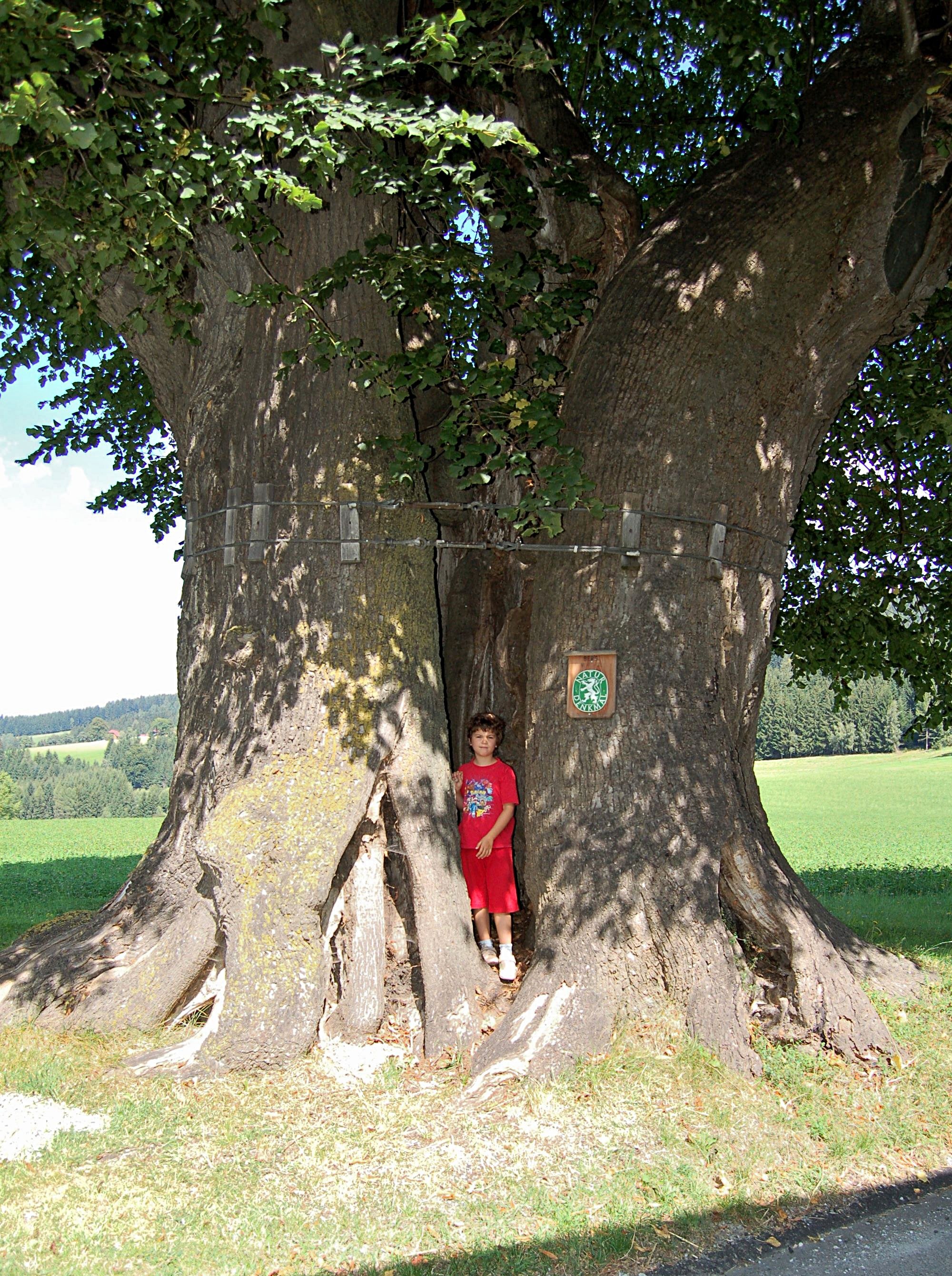
Die nördlichere der beiden Linden 2007 …
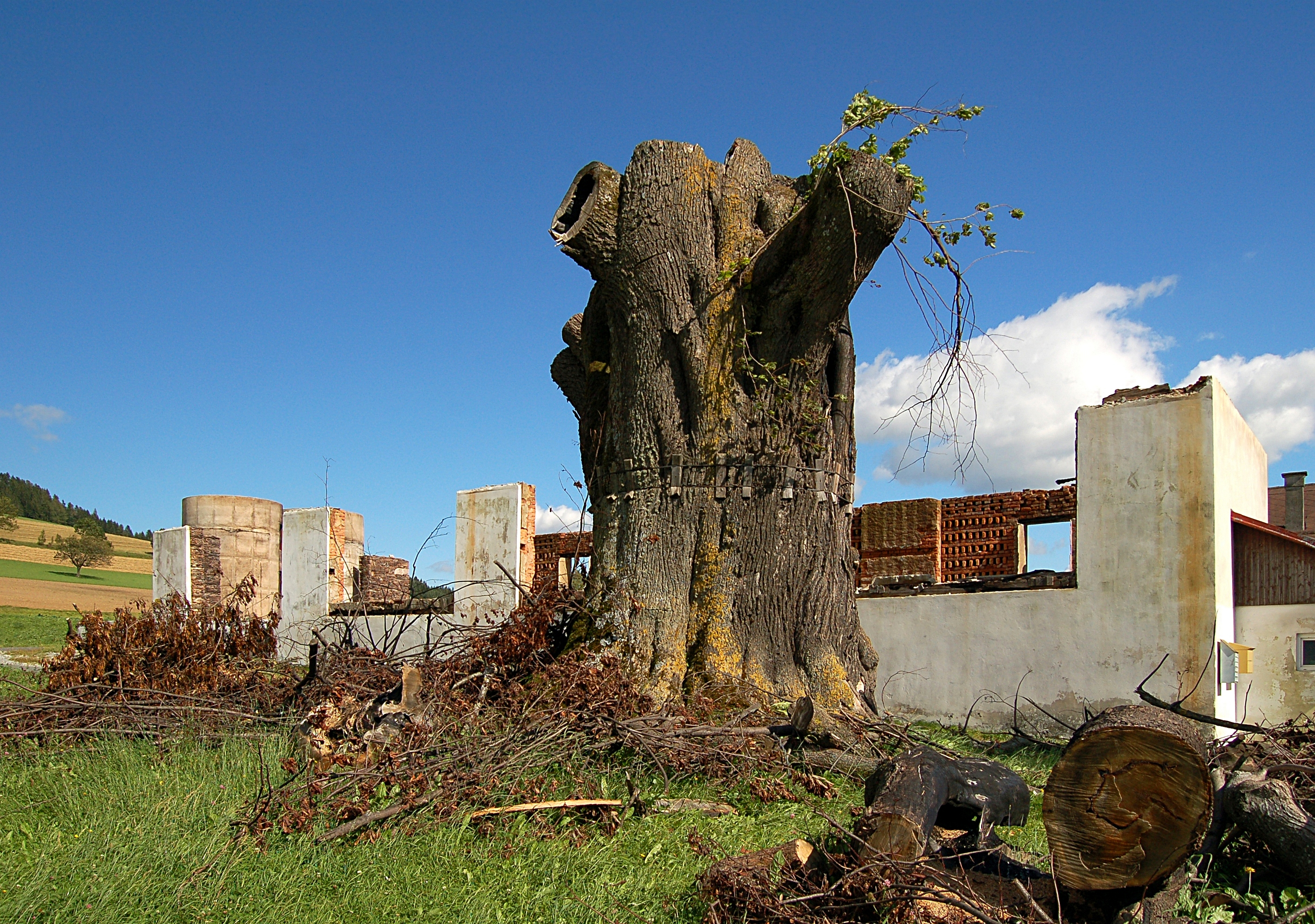
… und 2010
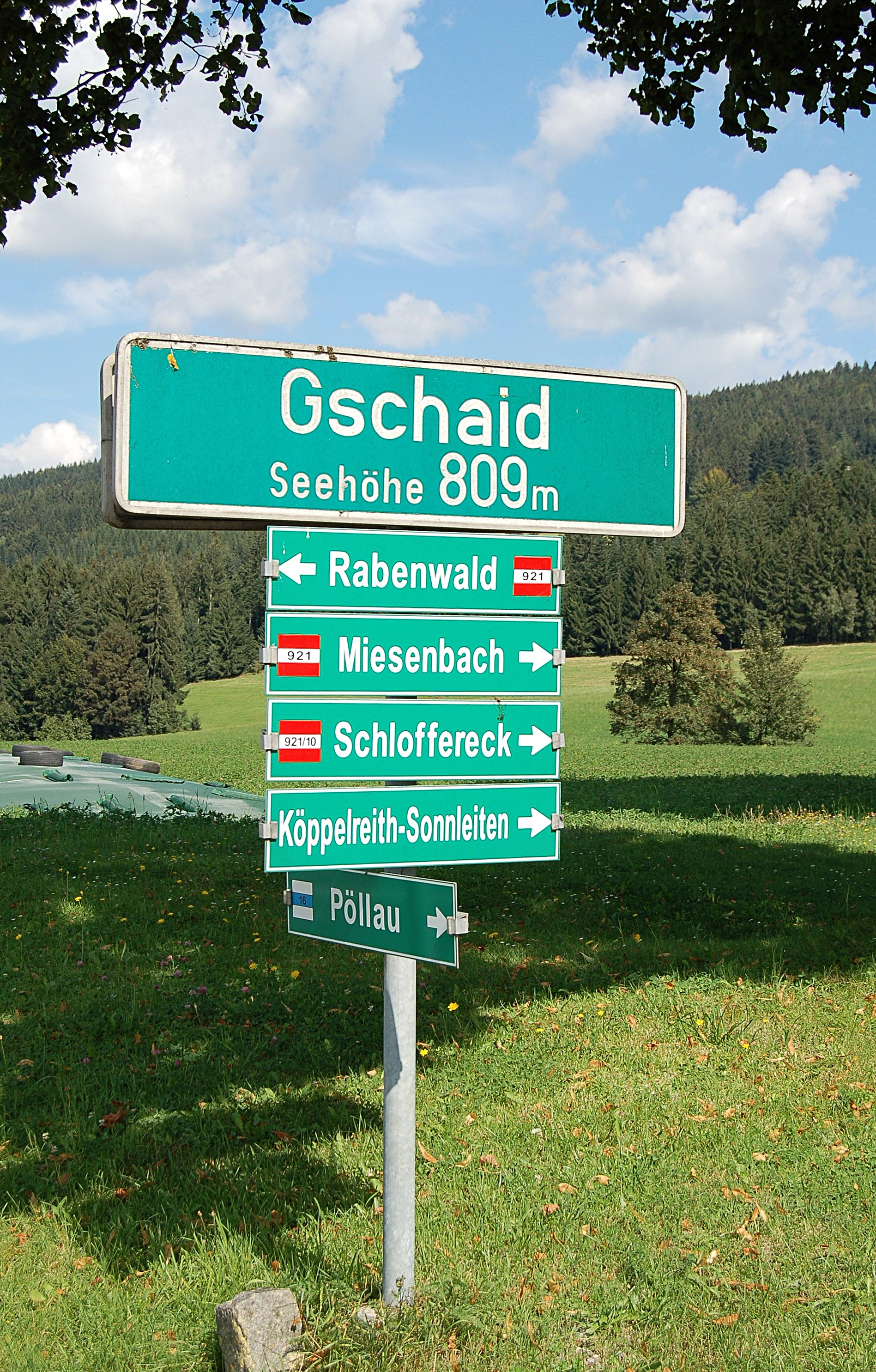
Wegweiser auf der Passhöhe
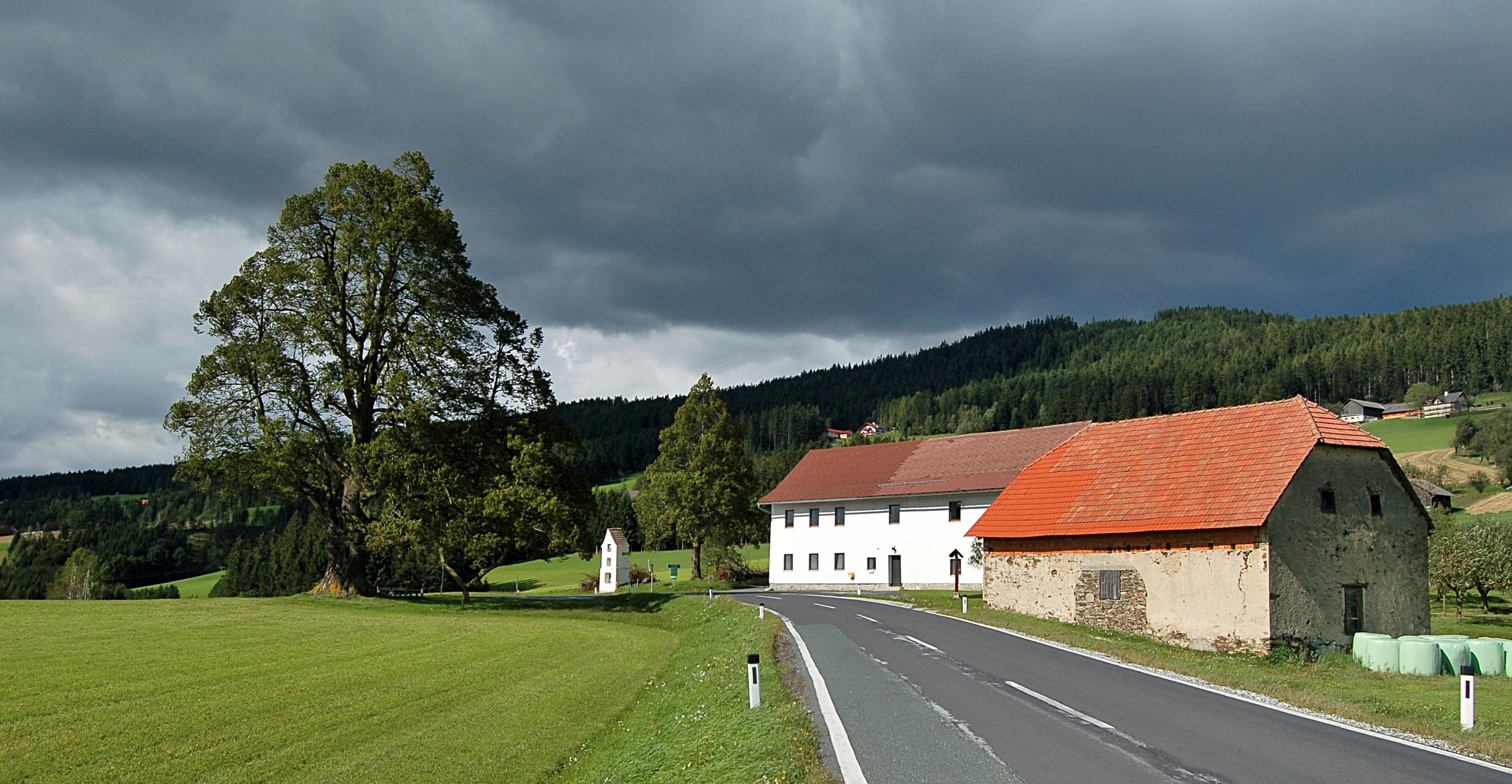
Die südlichere der beiden Linden
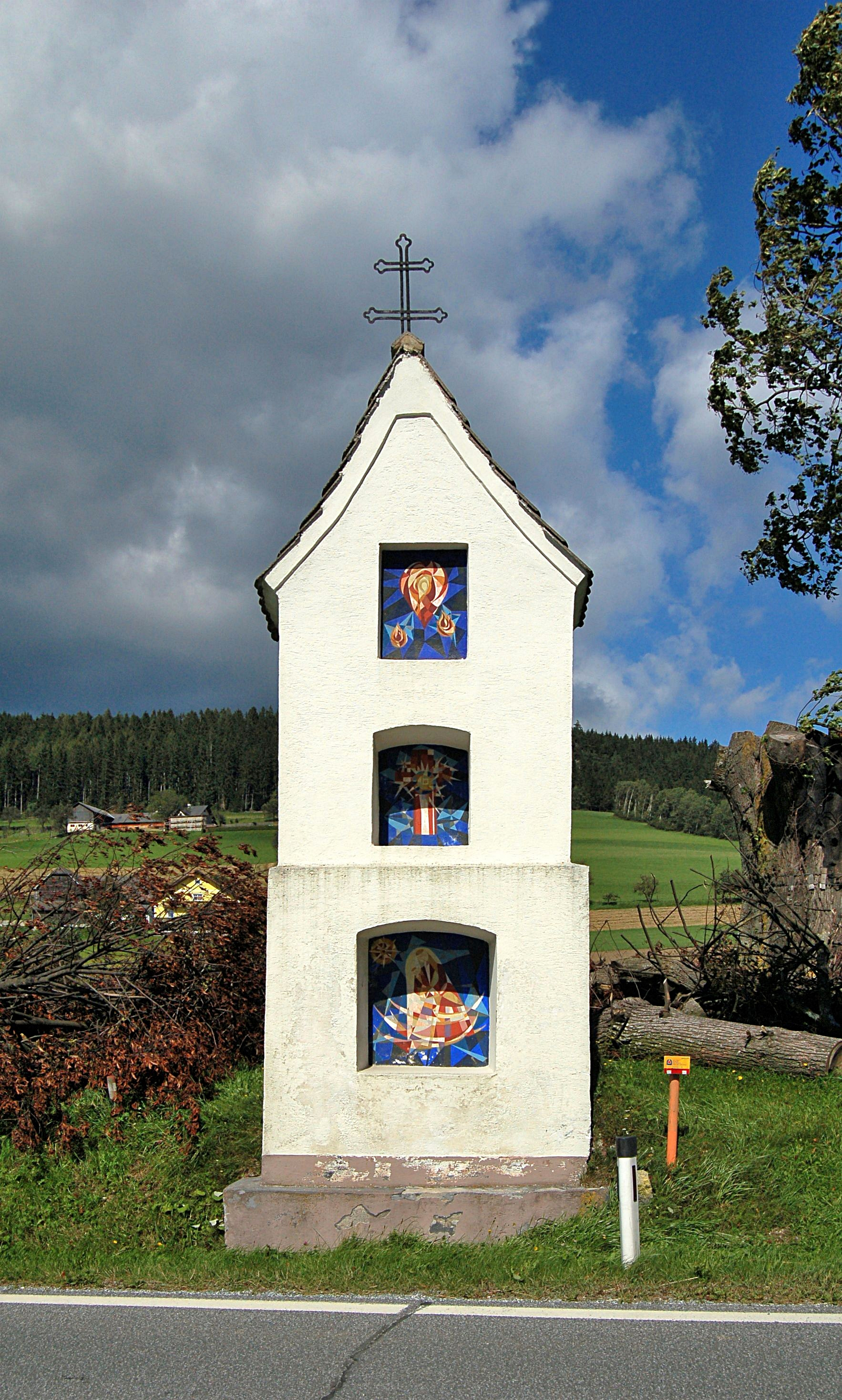
Bildstock